# Тревна площ
Тревна площ в ландшафтната архитектура е пространство, покрито с култивирана и косена трева, обикновено в близост до сгради или в парк.
Тревата може да е само от един вид (например само райграс) или смес от няколко вида (напр. детелина, власатка, пача трева, кощрява, троскот, поветица и др.).
Терминът трева датира не по-рано от 16 век. Тревнато площ е необходимост за създаването на естетиката на домакинствата, тревата е важен аспект на взаимодействието между околната среда и изградените градски и крайградски пространства.

## Класификация на тревните площи

### Според предназначението
- декоративни
  - обикновени
  - партерни – най-ефектните, с идеално равна повърхност
  - мавритански – тревно покритие, в чийто състав са включени полски цветя
  - ливадни
- спортни (характеризират се с нисък ръст, висока плътност и устойчивост на утъпкване)
- специални (използвани най-вече като земеукрепване в строителството)

### По начин на създаване
- естествени
- засяване на семена
- вкоренени от готов тревен чим на руло.

## Поддържане на тревните площи

### Косене
Косенето е сред най-важните за тревата мелиорации. То трябва да се извършва редовно и според изискванията на съответния вид трева. Косенето се извършва с моторна косачка, ръчна коса, тример за трева и др. Правила за косене има доста, но преди всичко трябва да се спазват правилата за безопасност при работа с режещи машини и инструменти.